# 8 Brygada Celna
8 Brygada Celna – jednostka organizacyjna polskich formacji granicznych II Rzeczypospolitej.
W listopadzie 1921 Ministerstwo Spraw Wewnętrznych postanowiło powołać brygady celne. Dowództwo 8 Brygady Celnej rozmieszczono w Częstochowie. Na stanowisko dowódcy brygady powołano płk. Józefa Reutta.

## Struktura organizacyjna
- dowództwo brygady[1]
- 27 batalion celny
- 28 batalion celny
- 31 batalion celny